# Индерский район
И́нде́рский район (каз. Индер ауданы) — район на севере Атырауской области Казахстана. Административный центр — посёлок Индерборский.

## География
Территория Индерского района равна 10,9 тысячи квадратных километров. Расположен в северной части Прикаспийской низменности. Территорию района пересекает река Урал (каз. Жайык), которая разделяет его на две части. Западная часть представляет пустынную песчаную равнину, восточная — плато (высота гор Индер и Жамантау над уровнем моря соответственно 52 и 26 м), переходящее в степь с солонцовыми почвами. В Индерских горах многочисленны карстовые воронки. По берегам озера Индер широко развиты соляные купола.
Недра содержат различные сырьевые ресурсы — бораты (например, индерборит), калий, магний, гипс и другие строительные материалы (щебень, ракушечник и др.). Запасы гипса составляют 10—15 млрд т. На северо-восточном побережье озера Индер встречаются многочисленные источники минеральной вод и лечебные грязи.
Климат континентальный; зима относительно тёплая, лето очень жаркое. Средние температуры января −12,3 °С, июля 25,3 °С. Среднегодовое количество осадков 200 мм. По территории района протекают реки Урал (среднее течение), Индер и Ойыл, проходят Багырлайский, Алгабасский и Курайлынский каналы, небольшие озёра Отарколь, Болекаяк, Актобе и другие.
Почвы бурые солонцеватые, в речных поймах — луговые. Растут чёрная полынь, лебеда, кохия, волоснец и др. В пойме реки Урал — густые тогайные заросли. Водятся волк, лиса, барсук, сайгак, кабан; обитают водные птицы, а также серый воробей, сорока, ворона и др. В реке — лососёвые рыбы.

## Экономика
Промышленность района связана с боратовыми карьерами и обогатительной фабрикой АО «Индербор» и «Индертуз». Сельское хозяйство основано на каракулеводстве, разведении крупного рогатого скота, коневодстве, верблюдоводстве. В районе работают производственные кооперативы «Кызылжар» и «Адилет», АО «Махамбет», «Ербол», «Арна», лесхоз, управление мелиорации, учреждение «Индергаз». Имеются хлебо- и молзаводы.
По территории Индерского района проходит автомобильная дорога Атырау — Уральск; водные пути — по реке Урал; газопровод Средняя Азия — Центр (Россия), нефтепровод Озен — Атырау — Самара (Россия).

## Административно-территориальное деление
Административно-территориальное деление района:
| Сельский округ/город                  | Население, чел. (2009) | Населённые пункты                                                 |
| ------------------------------------- | ---------------------- | ----------------------------------------------------------------- |
| Индерборская поселковая администрация | 12 915                 | посёлок Индерборский                                              |
| Боденевский аульный округ             | 1476                   | аул Бодене                                                        |
| Сельский округ Елтай                  | 3269                   | село Елтай, аул Аккала                                            |
| Жарсуатский аульный округ             | 2955                   | аул Жарсуат, аул Актан, село Кетебай, село Курылыс, село Кызылжар |
| Коктогайский сельский округ           | 2418                   | село Коктогай                                                     |
| Сельский округ Есбол                  | 4808                   | село Есбол, село Ынтымак                                          |
| Орликовский сельский округ            | 2741                   | село Орлик                                                        |

### Упразднённые населённые пункты
участок 5 -упразднён в 2010-е годы